# Сванберг, Онс
Онс Сванберг (Jöns Svanberg, 1771—1851) — шведский математик и астроном. Отец химика и минералога Ларса Фредерика Сванберга (1805—1878) и физика Адольфа Фердинанда Сванберга (1806—1857).
.

## Биография
С 1789 года доцент и астроном-наблюдатель в Уппсальском университете. Несогласие результатов, полученных экспедицией Мопертюи при измерении дуги меридиана в Лапландии, с результатами подобных же измерений в других местах особенно волновало Стокгольмскую академию, и она решила в 1799 году отправить в Лапландию, под начальством Сванберга, экспедицию для новых измерений в 1801—1803 гг. Измерения обнаружили в прежних значительную ошибку, и привели к результатам, согласным с полученными в других местах. Отчёт об этом сочинение: «Exposition des opérations, faites en Lapponie pour la détermination d’un arc du méridien en 1801—3 par Ofverbom, Svanberg, Holmquist et Palander» (Стокгольм, 1805), которому предшествовал по тому же предмету мемуар RC.: «Historisk öfversigt a problemet om jordens figur, jemte anledning garne till den nya Lappska gradmättningen-etc.» («Vetensk. Acad. Handl.», 1804). По возвращении из Лапландии, Сванберг сделался с 1803 года астрономом Академии, а в 1810 году профессором математики в Уппсальском университете. Подобно Фурье, Сванберг занимался вопросом о распространении теплоты в небесном пространстве и пришёл к одинаковым с ним результатам («In temperaturam atmosphaerae observationes», 4 ч., Упсала, 1827). С 1815 по 1819 год он редактировал периодическое издание «Upsala Läns Hushålls Sällskaps Handlingar».

## Сочинения

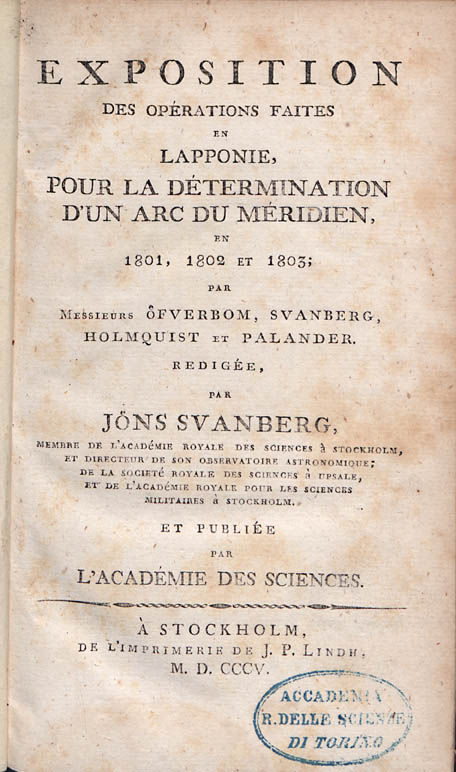
Exposition des opérations faites en Lapponie, pour la détermination d'un arc du méridien en 1801, 1802 et 1803, 1805

- «Enudatio enumerationis linearum tertii ordinis Newtonianae» (Упсала, 1794—96),
- «Geometr. Afhandl. om de kroppars rörelser, hvilka antingen till eller ifrån en gifven punkt dragas etc.» (напечат. в «Vetensk. Acad. Handl», 1797),
- «Berättelse om en resa till Kello» и «Utdrag ur astronom. dagboken vid Stockholms observatorium» (ib.)

Отдельно изданы им: по математике — в «Vetensk. Acad. Handl.» («Afhandl. om analytisca serier», 1801).
В «Новых Актах Упсальского общ. Наук» («Nouv. considérationes sur la résolution des équations algébriques», 1832), «Perspectivarum principia projectionum analytice exposita» (VI ч., ib., 1815—21), «In solutionem aequationum algebraicarum disquisitiones» (ib., 1817—27), «De integratione formulaum rationalium» (VII ч., ib., 1824—27), «Iu theoriam maximorum et minimorum dilucidationes» (ib., 1830) и др.
По механике и астрономии: в — «Vetensk. Acad. Handl.» — «Analyt. deduction of principium compositionis et resolutionis virium» (1811), «Phoronomiens grundformler analyt. deducerade» (1812), «Berättelse om försök till hestämmande of secundpendelns längd» (1825), «Theorie för planeters och cometers rörelser» (1830) и др. В «Новых Актах Упсальск. Общ. Наук»: «Theoria motuum ellipticorum» (Упсала, 1815), «Principia motuum analytice exposita» (ib., 1839) и др.